# Alpfinkar
Alpfinkar (Leucosticte) är ett släkte med fåglar i familjen finkar inom ordningen tättingar som återfinns i östra Asien och Nordamerika. Släktet omfattar numera sex arter:
- Brun alpfink (L. nemoricola)
- Grå alpfink (L. brandti)
- Sibirisk alpfink (L. arctoa)
- Grånackad alpfink (L. tephrocotis)
- Svart alpfink (L. atrata)
- Brunkronad alpfink (L. australis)

Vissa behandlar atrata och australis som underarter till tephrocotis.
DNA-studier visar att arten med det tidigare namnet Sillems alpfink (Leucosticte sillemi) egentligen är en rosenfink (Carpodacus) och har följaktligen fått nytt både vetenskapligt och svenskt artnamn: kunlunrosenfink (Carpodacus sillemi).